# Linha de Cintura
| |                          |                                     |                                     |
| Streckenlänge: | 11,3 km                  |                                     |                                     |
| Spurweite: | 1668 mm (Iberische Spur) |                                     |                                     |
| |                          |                                     |                                     |
| \| \| \| Doca de Alcântara \| \| \| \| \| \| \| \| \| \| Linha de Cascais aus Cascais \| \| \| \| 0,0 \| Concordância de Alcântara \| Concordância de Alcântara \| \| \| \| \| \| \| \| \| Alcântara-Mar \| \| \| \| \| Linha de Cascais nach Cais do Sodré \| \| \| \| \| stromloses Verbindungsgleis \| \| \| \| 1,0 \| Alcântara-Terra \| Alcântara-Terra \| \| \| \| Túnel de Alcântara \| \| \| \| \| Linha do Sul nach Pragal, Tunes \| \| \| \| \| Linha de Sintra nach Rossio \| \| \| \| 3,7 \| Campolide-A Keilbahnhof \| Campolide-A Keilbahnhof \| \| \| \| Linha de Sintra nach Sintra \| \| \| \| \| Linha de Sintra \| \| \| \| \| Laranjeras \| \| \| \| 5,0 \| Sete Rios \| Sete Rios \| \| \| \| Verbindung zum Metronetz \| \| \| \| \| Rego \| \| \| \| 6,3 \| Entrecampos-Poente \| Entrecampos-Poente \| \| \| 6,9 \| Entrecampos \| Entrecampos \| \| \| 8,0 \| Roma-Areeiro \| Roma-Areeiro \| \| \| 9,6 \| Concordância de Xabregas \| Concordância de Xabregas \| \| \| \| \| \| \| \| 9,7 \| Chelas ehem. Keilbahnhof \| Chelas ehem. Keilbahnhof \| \| \| \| TTT nach Barreiro \| \| \| \| \| Madre de Deus \| \| \| \| 10,7 \| Marvila \| Marvila \| \| \| \| \| \| \| \| \| Santa Apolónia \| \| \| \| \| TTT von Barreiro \| \| \| \| 11,3 \| Braço de Prata \| Braço de Prata \| \| \| \| Linha do Norte nach Porto-Campanhã \| \| |                          |                                     |                                     |
| Betriebs-/Güterbahnhof Streckenanfang |                          | Doca de Alcântara                   | Doca de Alcântara                   |
| Abzweig nach links und von links |                          |                                     |                                     |
| Abzweig geradeaus und von links |                          | Linha de Cascais aus Cascais        | Linha de Cascais aus Cascais        |
| Blockstelle | 0,0                      | Concordância de Alcântara           | Concordância de Alcântara           |
| Strecke von links · Abzweig geradeaus und nach rechts |                          |                                     |                                     |
| Bahnhof · Strecke |                          | Alcântara-Mar                       | Alcântara-Mar                       |
| Strecke nach rechts · Strecke |                          | Linha de Cascais nach Cais do Sodré | Linha de Cascais nach Cais do Sodré |
| Strecke |                          | stromloses Verbindungsgleis         | stromloses Verbindungsgleis         |
| Bahnhof | 1,0                      | Alcântara-Terra                     | Alcântara-Terra                     |
| Tunnel |                          | Túnel de Alcântara                  | Túnel de Alcântara                  |
| Abzweig geradeaus und von links |                          | Linha do Sul nach Pragal, Tunes     | Linha do Sul nach Pragal, Tunes     |
| Abzweig geradeaus und von rechts |                          | Linha de Sintra nach Rossio         | Linha de Sintra nach Rossio         |
| Bahnhof | 3,7                      | Campolide-A Keilbahnhof             | Campolide-A Keilbahnhof             |
| Abzweig geradeaus und nach links |                          | Linha de Sintra nach Sintra         | Linha de Sintra nach Sintra         |
| Abzweig geradeaus und von links |                          | Linha de Sintra                     | Linha de Sintra                     |
| ehemaliger Haltepunkt / Haltestelle |                          | Laranjeras                          | Laranjeras                          |
| Bahnhof | 5,0                      | Sete Rios                           | Sete Rios                           |
| Abzweig geradeaus und ehemals von links |                          | Verbindung zum Metronetz            | Verbindung zum Metronetz            |
| ehemaliger Bahnhof |                          | Rego                                | Rego                                |
| Haltepunkt / Haltestelle | 6,3                      | Entrecampos-Poente                  | Entrecampos-Poente                  |
| Bahnhof | 6,9                      | Entrecampos                         | Entrecampos                         |
| Bahnhof | 8,0                      | Roma-Areeiro                        | Roma-Areeiro                        |
| Blockstelle | 9,6                      | Concordância de Xabregas            | Concordância de Xabregas            |
| Verschwenkung von links · Verschwenkung von rechts |                          |                                     |                                     |
| ehemaliger Haltepunkt / Haltestelle · ehemaliger Haltepunkt / Haltestelle | 9,7                      | Chelas ehem. Keilbahnhof            | Chelas ehem. Keilbahnhof            |
| Strecke · Abzweig geradeaus und ehemals nach rechts |                          | TTT nach Barreiro                   | TTT nach Barreiro                   |
| Tunnel · Strecke |                          | Madre de Deus                       | Madre de Deus                       |
| Strecke · Haltepunkt / Haltestelle | 10,7                     | Marvila                             | Marvila                             |
| Abzweig geradeaus und von links · Abzweig geradeaus und von rechts |                          |                                     |                                     |
| Kopfbahnhof Streckenende · Strecke |                          | Santa Apolónia                      | Santa Apolónia                      |
| Abzweig geradeaus und ehemals von rechts |                          | TTT von Barreiro                    | TTT von Barreiro                    |
| Haltepunkt / Haltestelle | 11,3                     | Braço de Prata                      | Braço de Prata                      |
| Strecke |                          | Linha do Norte nach Porto-Campanhã  | Linha do Norte nach Porto-Campanhã  |

Die Linha de Cintura, zu deutsch in etwa Gürtelbahn oder Ringbahn, ist eine Eisenbahnstrecke in der portugiesischen Hauptstadt Lissabon. Geschichtlich ist die Strecke eng mit der Vorortstrecke Linha de Sintra verbunden. Die Eisenbahnstrecke ist wichtigster Bestandteil des Eisenbahnknotens der Hauptstadt, nahezu alle Züge benutzen die Strecke oder tangieren sie zumindest, gut 300 Züge befahren die Strecke pro Tag. Sie wurde abschnittsweise zwischen 1887 und 1891 eröffnet.

## Geschichte

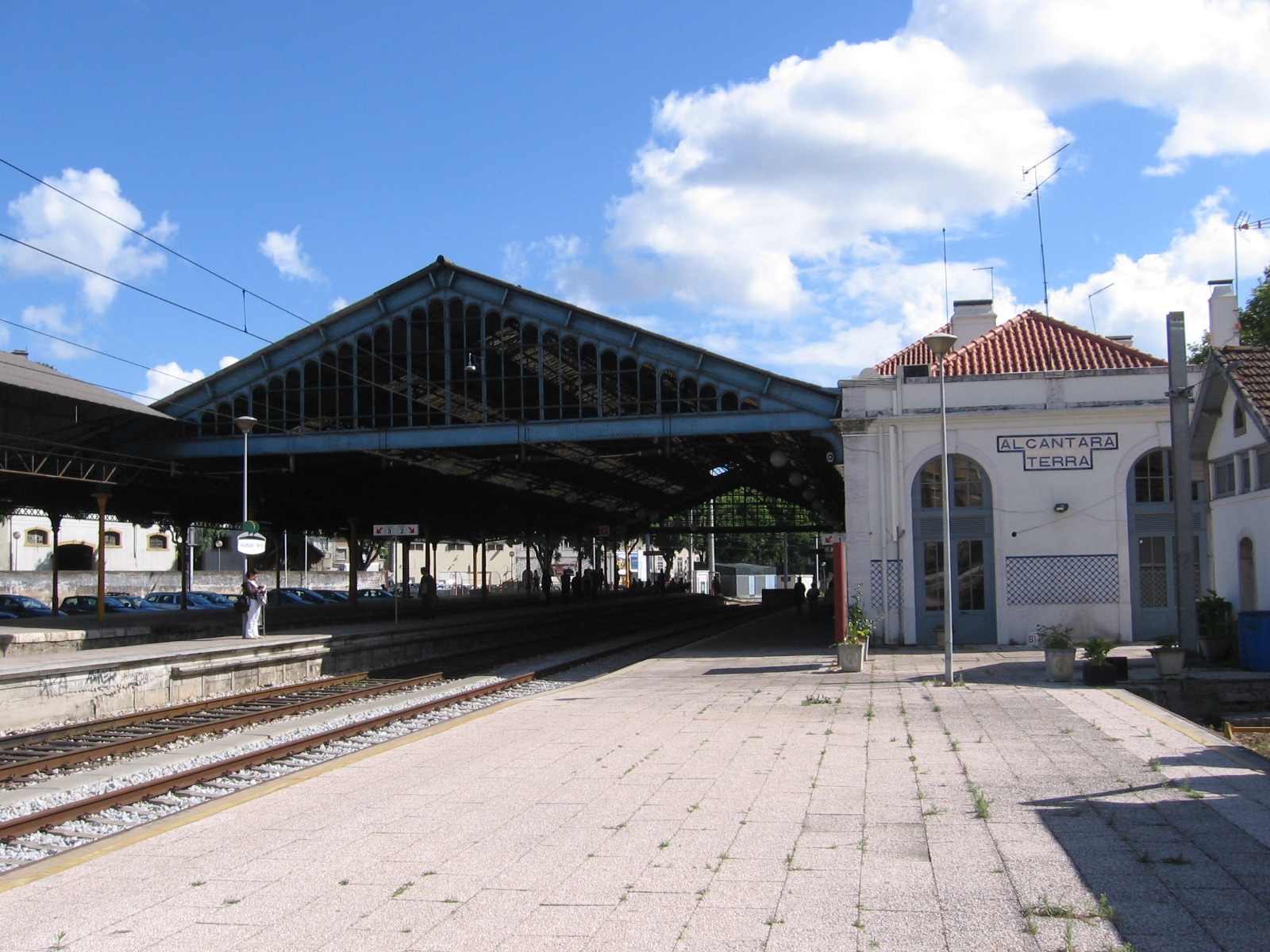
Südwestlicher Endpunkt der Linha de Cintura, der Bahnhof Alcântara-Terra

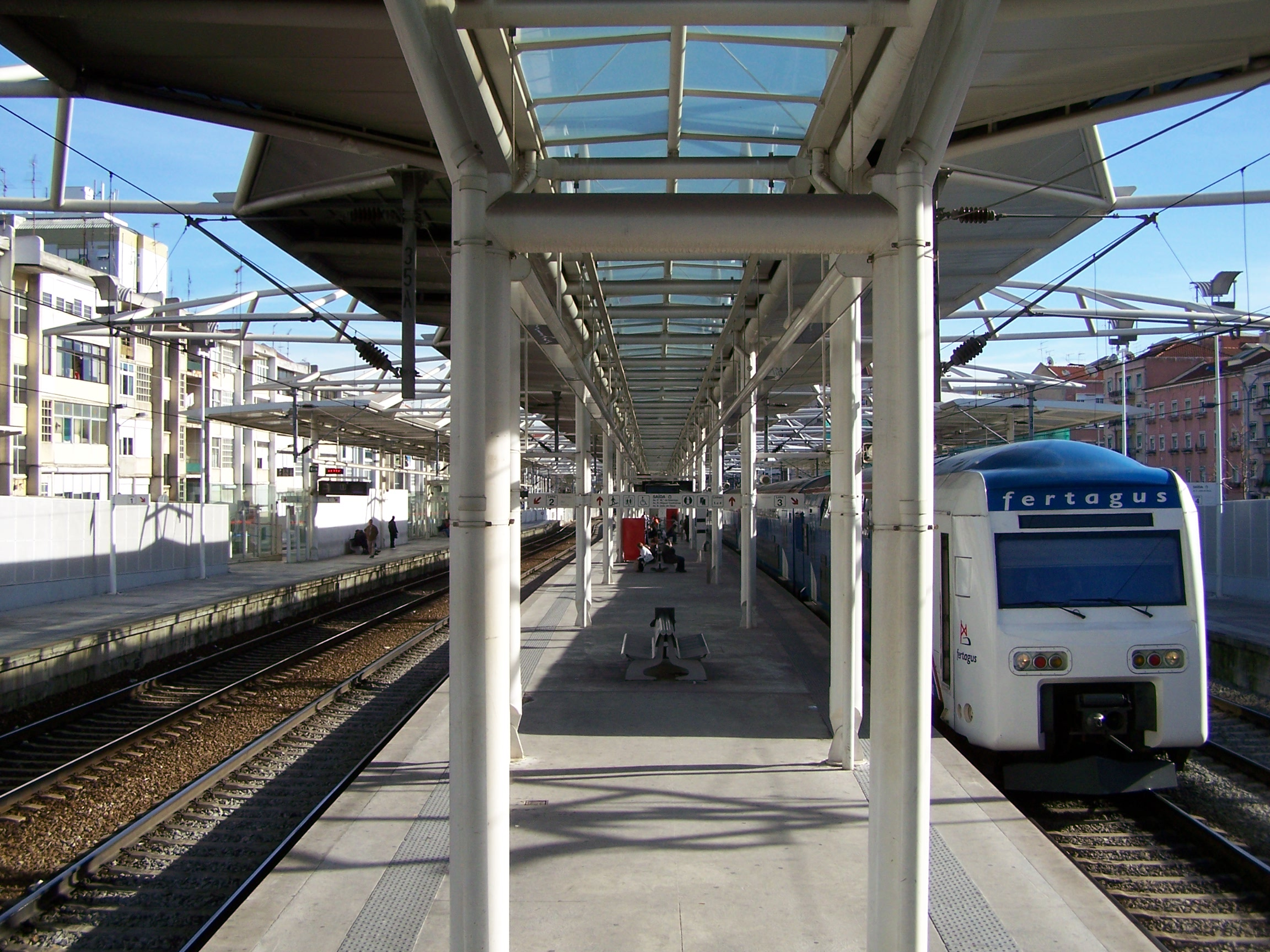
Am Bahnhof Roma-Areeiro enden ein Teil der Züge der Linha de Sintra sowie die Fertagus-Bahnen

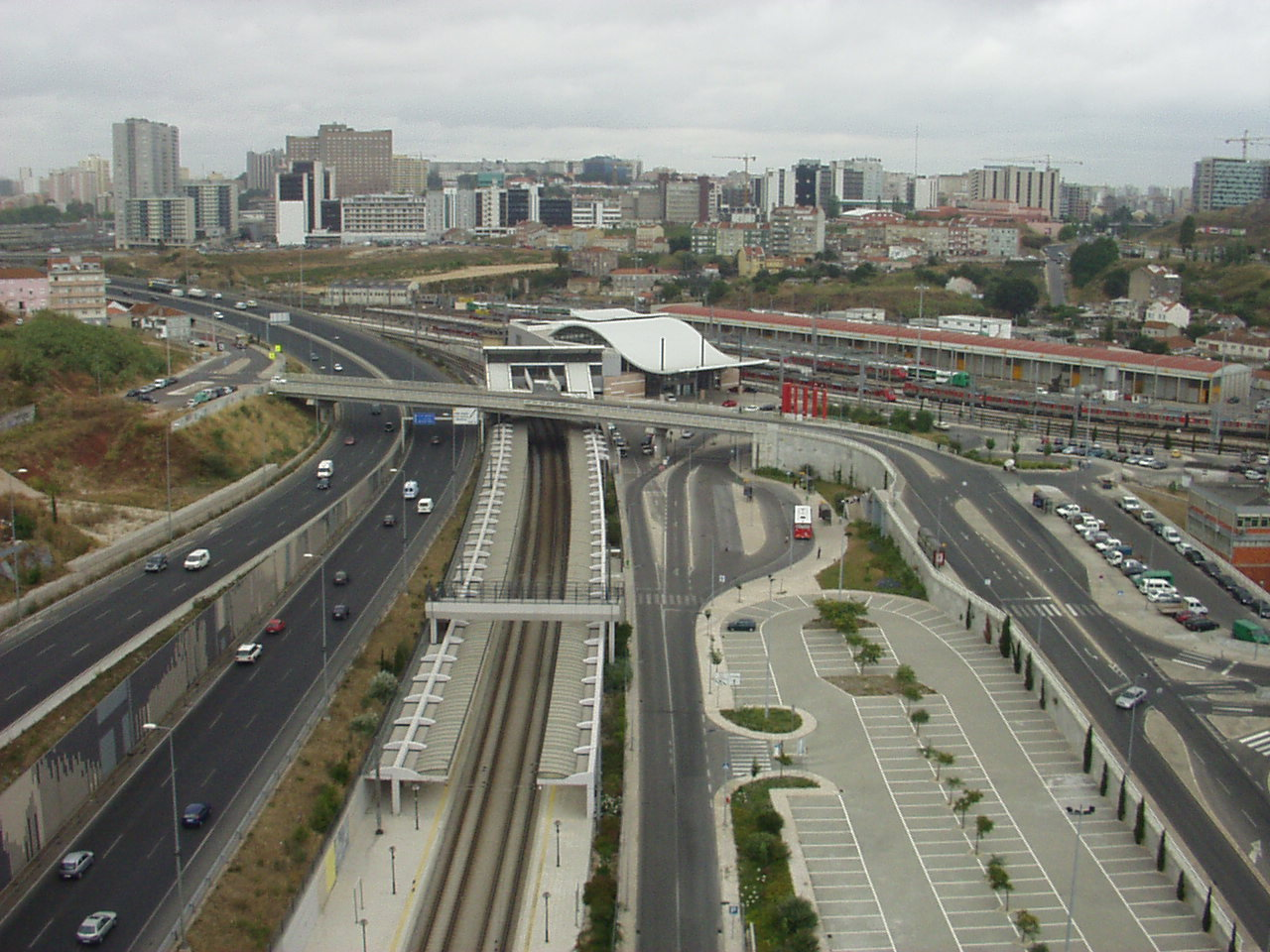
Der Bahnhof Campolide ist mit seinen vier Bahnsteigen (2 für die Linha do Sul/Linha de Cintura sowie 2 für die Linha de Sintra) betrieblicher Dreh- und Angelpunkt der Strecke

Historisch sind die Linha de Cintura und die Linha de Sintra eng miteinander verknüpft, bestimmte Streckenabschnitten eröffnete die königliche Eisenbahngesellschaft parallel und nutzte die beiden Strecken in Kombination miteinander. Zuerst wurde die Linha de Sintra 1887 zwischen dem Lissabonner Vorort und der königlichen Sommerresidenz Sintra bis Campolide eröffnet, zeitgleich auch der Abschnitt zwischen Campolide und Alcântara, heute Teil der Linha de Cintura. So konnte erstmals der Vorort von Lissabon aus direkt mit dem Zug erreicht werden, zunächst mussten die Fahrgäste aber noch mit der Straßenbahn bis Alcântara fahren, um dort den Zug zu besteigen.
1888 folgte der wichtigste Teil der Linha de Cintura zwischen Campolide und Chelas und Santa Apolónia. Dort stieß die Eisenbahnstrecke auf die bereits bestehende Linha do Norte in Richtung Santarém, Coimbra und Porto. Damit hatten die Züge der Linha de Sintra quasi einen weiteren Endbahnhof erhalten, sie endeten entweder weiterhin in Alcântara oder nun in Santa Apolónia. Weiterhin fehlte jedoch immer noch eine wirklich innerstädtische Verbindung für die Linha de Sintra, lagen und liegen die beiden Bahnhöfe Alcântara und Santa Apolónia auch heute noch abseits des Zentrums (Baixa Pombalina).
1891 folgte die Vollendung der Gürteleisenbahn mit der Eröffnung des 2,6 Kilometer langen Rossio-Tunnels zwischen Campolide und dem neuen (zeitweiligem) Hauptbahnhof Rossio. Des Weiteren vervollständigten zwei Gleisverbindungen sowie das stromlose Gleis zwischen der Linha de Cintura und der Linha de Cascais die Strecke. Seitdem ist es möglich Züge von jedem Bahnhof in Lissabon in jede erdenkliche Richtung fahren zu lassen.
Am 28. April 1957 wurde der Großteil des Lissabonner Vorortnetzes elektrifiziert, darunter der Großteil der Linha de Cintura. Ausgenommen war davon zunächst jedoch der bis heute eingleisige Abschnitt zwischen Campolide und Alcântara-Terra, der damals nur für gelegentlichen Güterverkehr genutzt wurde. Dieser Abschnitt ist erst seit 1987 elektrisch befahrbar, seit 1992 auch wieder im Fahrgastverkehr.
Seit einer kleinen Renaissance der portugiesischen Eisenbahnen in den neunziger Jahren (Liberalisierung des Eisenbahnsektors, Trennung von Netz und Betrieb, Gründung der REFER sowie des IMTT) findet derzeit auch ein verstärkter Ausbau der Linha de Cintura statt. Schrittweise wurde die Linha de Cintura auf 3,7 Kilometer zwischen Campolide und Roma-Areeiro viergleisig ausgebaut, dies ist auch für den 3,3 Kilometer langen Abschnitt Roma-Areeiro–Braço de Prata geplant. Außerdem fand eine Grundsanierung der vier Bahnhöfe Campolide, Sete Rios, Entrecampos und Roma-Areeiro statt. Sie wurden alle erweitert, erhielten barrierefreie Zugänge sowie Verknüpfungen mit den nächsten Metrostationen.

## Betrieb

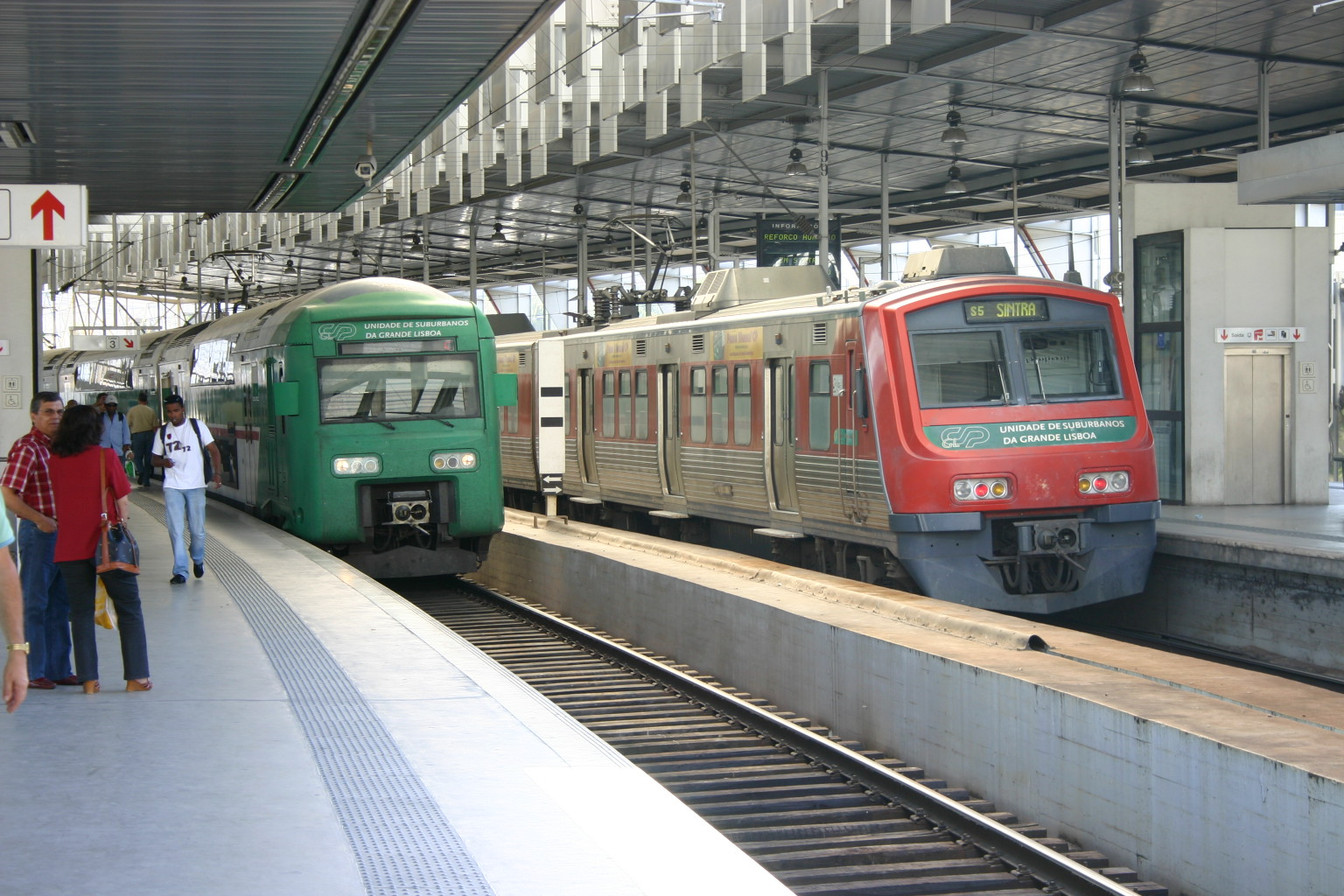
Zwei Züge der CP Urbanos de Lisboa im Bahnhof Entrecampos. Links ein Zug der Linienfamilie Linha da Azambuja nach Castanheira do Ribatejo, rechts ein Zug der Linha de Sintra nach Sintra

Die Linha de Cintura ist heute wichtiger Bestandteil des Eisenbahnnetzes der portugiesischen Hauptstadt und insbesondere des Vorortverkehrs, der mehr als 80 Prozent des Verkehrs auf der Linha de Cintura ausmacht. Im verktakten, S-Bahnähnlichem Vorortverkehr nutzen zwei sogenannte Linienfamilien der CP Urbanos de Lisboa die Linha de Cintura. Zunächst die Linha de Sintra mit – auf der einen Seite – dem klassischen Zuglauf zwischen Sintra und Rossio, – auf der anderen Seite – einem Zuglauf, der am Bahnhof Mira Sintra-Meleças der Linha do Oeste beginnt und über die Linha de Sintra und die Linha de Cintura bis zum Bahnhof Roma-Areeiro führt; in der Hauptverkehrszeit weiter bis Oriente oder Alverca.
Die zweite Linienfamilie, die unter anderem die Linha de Cintura benutzt, ist die der Linha da Azambuja, ein Teil der Linha do Norte. Auch hier gibt es einerseits den klassischen Zuglauf zwischen Azambuja und dem Kopfbahnhof Santa Apolónia, andererseits einen Zuglauf, der in Castanheira do Ribatejo beginnt und über die Linha de Cintura bis zum Bahnhof Alcântara-Terra führt.
Neben diesen beiden Linienfamilien der staatlichen CP Urbanos de Lisboa nutzen auch die Züge der privaten Eisenbahnverkehrsgesellschaft Fertagus die wichtige Eisenbahnstrecke. Deren Vorortzüge beginnen am Bahnhof Roma-Areeiro und fahren über die Ponte 25 de Abril nach Coina beziehungsweise nach Setúbal.
Neben dem Vorortverkehr gibt es auch einzelne Fernverkehrsverbindungen, die die Linha de Cintura benutzen. Unter anderem mehrere Intercidades- und ein Alfa-Pendular-Paar in Richtung Alentejo beziehungsweise Algarve. Außerdem tangieren alle Züge in Richtung Nordportugal die Linha de Cintura am Bahnhof Braço de Prata. Des Weiteren gibt es noch ein paar wenige Regionalzüge und Interregionais zwischen Santa Apolónia und Caldas da Rainha bzw. Figueira da Foz. Diese Züge verkehren über die Linha do Oeste und über die Linha de Sintra, ehe sie zwischen Sete Rios und Chelas die Cintura nutzen, und danach auf die Verbindungskurve Chelas–Santa Apolónia abzweigen.

## Verlauf

### Stammlinie
Die Strecke beginnt am Tejoufer bei den Alcântara-Docks, um dann in eine Spitzkehre hinter dem Doca de Santo Amaro zu münden. Danach wird die Linha de Cascais unmittelbar vor Alcântara-Mar gekreuzt und die Strecke verläuft parallel zur Rua Cascais und zur Rua João de Oliveira Miguéns, um dann den Bahnhof Alcântara-Terra zu erreichen. Zwischen den Docks und Alcântara-Terra ist die Strecke, sie führt über fünf Niveauübergänge, nicht elektrifiziert, der Verkehr wird mit einer Diesellok abgewickelt. Nach Alcântara-Terra führt die Strecke durch den Alcântara-Tunnel, um dann bei der gleichnamigen Verzweigung kreuzungsfrei in die Linha do Sul einzufädeln. Mit dieser wird wenig später Campolide erreicht, den Kreuzungspunkt mit der heutigen Linha de Sintra. Anschließend führt die Strecke in einer Rechtskurve als Teil eines Gleisdreiecks zum Bahnhof Sete Rios. Die Innenstadt Lissabons wird leicht erhöht umrundet, um niveaugleiche Übergänge zu vermeiden. Über die Bahnhöfe Entrecampos und Roma-Areeiro wird die Station Chelas erreicht, wo der Ast nach Santa Apolónia abzweigt. Über Marvila erreicht die Linie den Knotenpunkt Braço de Prata, wo sie in die Linha do Norte in Richtung Norden einmündet.

### Verbindungskurve Chelas–Santa Apolónia
Unmittelbar vor dem Bahnhof Chelas zweigt die einspurige Verbindungskurve ab. Der Bahnsteig in Chelas ist abgebaut. Die Strecke führt in einer lang gezogenen Rechtskurve Richtung Süden. Die Querung des Calçada da Picheleira ist nebst den Übergängen des Alcântara-Verbindungsgleises der einzige Niveauübergang der Linha de Cintura. Durch den kurzen Madre de Deus-Tunnel wird das gleichnamige, auf einem Hügel liegende Quartier an dessen Fuß durchquert. Unmittelbar nach dem Tunnelausgang, auf der Höhe des Museu Nacional do Azulejo, mündet die Strecke in die Linha do Norte.